# Piscinas naturais de Santa Cruz das Flores

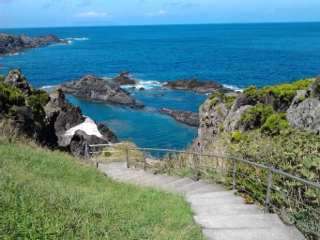
Acesso às Piscinas Naturais de Santa Cruz das Flores

As piscinas naturais de Santa Cruz das Flores são um conjunto de piscinas naturais portuguesas com origem num acidente geológico de origem vulcânica localizadas no concelho de Santa Cruz das Flores.
Estas piscinas constituem um dos locais mais importantes para uso balnear do concelho de Santa Cruz das Flores.
Águas límpidas e pouco profundas, que permitem nadar na companhia de algumas espécies de peixes.